# 三遊亭銀馬
三遊亭 銀馬（さんゆうてい ぎんば）は落語の名跡。かつては烏亭焉馬系の名前であったが後に三遊亭銀馬の名で受け継がれた。
- 初代談語楼（立川） 銀馬 - 江戸の出身、本名は松塚幸太郎。初代烏亭焉馬の門弟、寛政から文化時代の人物。噺本に「笑嘉登」「富久喜多留」がある。
- 2代目立川銀馬 - 江戸八丁堀の出身、本名未詳、初代三笑亭可楽の門弟、金笑からつるや萬助を経て2代目立川銀馬となった。
- この間に2人ほど三遊亭銀馬がいたようである。
- 三遊亭銀馬 - 2代目三遊亭金馬の門下、当項目にて詳述。

三遊亭 銀馬（さんゆうてい ぎんば、1902年9月18日 - 1976年7月29日）は落語家。本名・大島 薫。
東京浅草の生まれ、1920年（大正9年）に8代目桂文楽に入門。初名・桂文弥。改めて桂文馬。
2代目三遊亭金馬の門下で三遊亭金糸、1925年（大正14年）に漢字表記を金枝に改める。
1933年（昭和8年）に兄弟子の3代目三遊亭金馬の門下で師匠の前名で三遊亭圓洲に改名（明確な史料はないがこの改名と同時に真打昇進と思われる）。
戦後になり銀馬となった。銀馬の名は自分で考えて師匠3代目金馬の許しもあっさり出た。
SPレコードを『円タク受難 上･下』『我輩は犬である 上･下』『計算記 上･下』この3枚を昭和初期から10年頃に吹き込んでいる。
性格は滑稽家で誰が付けたか『シャモジ』という渾名があった。師・3代目金馬が東宝名人会専属だったので定席の寄席には出演できなかったため目立った活躍は見られなかった。銀馬の名は1952年（昭和27年）の名簿に確認できる。同年、東宝名人会は常打ち会場（日劇小劇場）明け渡しに伴い一時活動停止するが、その際に銀馬は廃業。その後は子息が小金井ブラザーズという曲芸の芸人になったのでそのマネージャーをしていた。銀馬は以後も東京に在住しつづけ、1976年（昭和51年）7月29日死去したと橘左近が明かした。